# Hello! Morning
Hello! Morning (ハロー! モーニング。 harō mōningu?) era un programa semanal de televisión japonesa con los miembros de Morning Musume, y a veces con otros miembros de Hello! Project, transmitido en TV Tokyo. Es también conocido por el nombre más corto de HaroMoni (ハロモニ。?). El 1 de abril de 2007, el programa terminó después de siete años de emisión, y tomó su lugar un nuevo espectáculo, con las mismas protagonistas, Haromoni@ (ハロモニ@?).

## Contenido
Además de los segmentos mencionados a continuación, existieron muchos otros.
- Hello! Project Product segments
  - Hello Pro News (ハロプロニュース Haro Puro Nyūsu?)
  - Hello Pro Wide (ハロプロワイド Haro Puro Waido?)
  - Hello Pro Hour (ハロプロアワー Haro Puro Awā?)
  - Eric Kamezō's Everyday Thanks! (エリック亀造の毎度ありぃ! Erikku Kamezō no Maido Arii?)
  - Scream! Commercial. (絶叫！コマ～シャル。 Zekkyō! Koma~sharu.?)
  - Sweat! CM (発汗！CM。 Hakkan! CM.?)
  - Hello Pro! Channel (HPC)  (ハロプロ！ちゃんねる。 Haro Puro! Channeru.?)
- HaroMoni Theater (ハロモニ。劇場 HaroMoni. Gekijou?)
  - "Until the Bus Comes" (バスがくるまで Basu ga Kuru Made?)
  - "Mōmamas in the Afternoon" (昼下がりのモーママたち Hirusagari no Mōmamatachi?)
  - "The Story of Eki-mae Kōban" (駅前交番物語 Ekimae Kōban Monogatari?)
  - "Koen-dori San-chome" (ハロモニ。劇場 公園通り三丁目?)
- Penguin Gomaki's Story (ゴマキペンギン物語 Gomaki Pengin Monogatari?)
- Sparrow Gomaki's Nursing Diary (ゴマキスズメの子育て日記 Gomaki Suzume no Kosodate Nikki?)
- Hawaiian Girls (ハワイヤ～ン娘。 Hawaiya~n Musume.?)
- Be a Member of Hawaiian Girls! (めざせ!ハワイヤ～ン娘。 Mezase! Hawaiya~n Musume.?)
- Pyōn-Seijin (ぴょ～ん星人?)
- Mini Moni - The Way of the Kappa (ミニモニ。河童の花道 Mini Moni. Kappa no Hanamichi.?)
- Mini Moni - The Four Priests (ミニモニ。四休さん Mini Moni. Yõn Kyu San.?)
- Be a Pioneer by Niigaki's School (魁!!新垣塾?)
- Write to the Laughless Princess! (投稿!笑わん姫 Tōkō! Warewa'n Hime?)
- Fighters for the Earth W (地球戦士W Chikyō Senshi W?)
- Urōboe Seminar (うろおぼえゼミナーる?)
- Turn Dori Chicken (ターン鳥チキン Tān Dori Chikin?)
- World Petit Game (ワールド・プッチ・ゲーム Wārudo Pucchi Gēmu?)
- Take Me on a Date ♥ (私をデートに連れてって♥ Watashi wo dēto ni tsuretette ♥?)

- HaroMoni Academy (ハロモニ。アカデミー HaroMoni. Akademī?)

- Mini Moni Its Tiny!  (ミニモニ。ちっちゃー! Mini Moni Chiccha~!)

- Datos: Q1150080